# Аджіт Сінґх

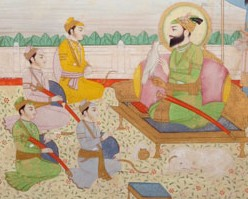
Ґуру Ґобінд Сінґх зі своїми чотирма синами.

Аджіт Сінґх, також відомий як Сагібзада Аджіт Сінґх або Баба Аджіт Сінґх (пенджаб. ਅਜੀਤ ਸਿੰਘ; 26 січня 1687 — 7 грудня 1705) — старший син Ґуру Ґобінда Сінґха. Загинув у другій битві при Чамкорі.

## Життєпис
Аджіт Сінґх народився в сім'ї десятого ґуру сикхізму Ґобінд Сінґха та його дружини Мата Сундарі у містечку Паонта Сагіб 26 січня 1687 року. Він виріс в Анандпурі, де вивчав релігійні тексти, історію та філософію. Також Аджіт Сінґх пройшов там підготовку у верховій їзді, бойових мистецтвах фехтування та стрільбі з лука.

## Битви

### Ранґари з Нуха
Він отримав своє перше військове завдання, коли йому ледве виповнилося 12 років. Мусульманське плем'я, Ранґари з Нуха, прийшовши з Потогару, північно-західного району Пенджаба, напали і пограбували сикхську общину (санґат). Ґуру Ґобінд Сінґх послав Аджіт Сінґха у команді 100 чоловіків до села, що знаходилось недалеко від Анандпура через річку Сатледж. Аджіт Сінґх дістався до села 23 травня 1699 року, відібрав награбоване і покарав нападників.

### Анандпур та Нірмоґарх
У 1700 році Анандпур був атакований гірськими вождями, підтриманими військами, які надали могольські фодждари з Сірхінда. Ґобінд Сінґх спорудив п'ять фортів на околоцях міста. Аджіт Сінґх, зі своїм помічником, досвідченим солдатом Бхай Удай Сінґхом, був поставлений на чолі оборони форта Тараґарх Сагіб. 29 серпня гірські вожді першу атаку спрямували саме на цей форт. Атака була успішно відбита. Протягом чотирьох днів гірські вожді безуспішно намагалися атакувати фортеці навколо цитаделі.
Аджіт Сінґх також відважно бився у битві при Нірмоґарху (1702). 15 березня 1701 року, сикхську громаду, яка рухалася з району Дарап, перестріли на шляху Ґуджари та Ранґари. Сагібзада Аджіт Сінґх очолив успішну експедицію проти нападників.

### Повернення дружини Браміна (битва при Бассі Калан)
У березні 1703 року, брамін Девкі Дас прийшов до Анандпуру і попросив Ґуру допомогти повернути дружину, яку силою відібрав Чоудрі Джабар Хан, очільник містечка Дера Бассі. Ґуру звернувся до Сагібзада Аджіт Сінґха та Бхай Удей Сінґха, щоб вони допомогли браміну. 7 березня 1703 року вони обидва, взявши з собою сотню сикхських воїнів, вирушили до села Бассі Калан. Взявши село в облогу, послали Джабар Ханові повідомлення, щоб він повернув жінку браміна. Але той, замість того, щоб повернути жінку, наказав своїм воїнам атакувати сикхів. В результаті битви Джабар Хан загинув, а брамінові повернули дружину. Коли ця звістка дійшла до людей, вони стали прославляти сикхів за цей вчинок.

## Друга битва при Чамкорі. Загибель
Коли сили моголів  взяли в облогу Анандпур в 1704 році, Сагібзада Аджіт Сінгх знову виявив мужність і стійкість. Після довгої безвиході, могольський фодждар запевнив, що йому потрібна лише фортеця Анандпур, а мешканці міста можуть вийти неушкодженими. В ніч з 5 на 6 грудня 1704 року жителі вийшли з міста Анандпур. Сагібзада Аджіт Сінґх очолив ар'єрґард. Коли нападники, порушуючи обіцянки, підступно напали на колону, ґуру доручив Бхай Удай Сінґху зупинити наступ ворога. Досвідчений хоробрий воїн Бхай Удай Сінґх вступив у кровопролитну битву при Шахі Тіббі й загинув у бою. Аджіт Сінґх перетнув річку Сарса разом із батьком, молодшим братом та іншими. Колона досягла поселення Котла Ніханґ на іншому березі річки Сарса, а в ніч з 6 на 7 грудня була біля Чамкора. Там вони відпочивали протягом декількох годин у фортеці Будхі Чанд Рават Але в другій половині дня мусульманські солдати з Малеркотла та Сірхінда дісталися туди і оточили фортецю щільним кільцем. Сикхи зайняли оборонну позицію. Почалася нерівна битва. Сикхи швидко вичерпали мізерний запас боєприпасів і стріл. Почали робити вилазки. Під час однієї з вилазок Сагібзада Аджіт Сінґх загинув.

## Пам'ять
Аджітґарх (Могалі), одне з найбільших міст штату Пенджаб, яке примикає до столиці штату Чандіґарха, назване на честь Сагібзада Аджіт Сінґха. Місто також називають Сагібзада Аджіт Сінґх Наґар. Округ, у якому знаходиться місто, також називається округ Сагібзада Аджіт Сінґх Наґар.